# Walter Heck (Grafiker)
Walter Heck (* 8. Dezember 1897 in Köln; † nach 1944) war ein deutscher Grafikdesigner, der das Siegrunen-Abzeichen der nationalsozialistischen Schutzstaffel (SS) schuf. Zusammen mit Karl Diebitsch gestaltete er zudem den schwarzen SS-Dienstanzug. Heck wird manchmal auch die Schaffung des Abzeichens der Sturmabteilung (SA) zugeschrieben, eine Kombination aus Sieg- und Mannrune, das jedoch ein gemeinsamer Entwurf von Hans Zöberlein und Max Zankl ebenfalls aus dem Jahr 1929 ist.

## Leben
Heck war Kompaniechef in der SA und trat früh zur SS über (SS-Nummer 1.947). Zum 1. Oktober 1928 schloss er sich der NSDAP an (Mitgliedsnummer 100.465). Er arbeitete bei Ferdinand Hoffstätter in Bonn, einer Firma, die Abzeichen herstellte, und „arbeitete in einem Atelier, das sich auf militärische Entwürfe konzentrierte“.
Im Jahr 1929 entwarf Heck das SS-Abzeichen, und zwar nicht auf der Grundlage einer alten arisch-germanischen Rune, wie sie von den Nazis mythologisiert wurde, sondern weil er sich von der damals in Deutschland weit verbreiteten Frakturschrift absetzen wollte und außerdem der Meinung war, dass das im lateinischen Standardalphabet verwendete große „S“ zu weich sei, um die Werte der SS zu repräsentieren. Möglicherweise wurde er auch von dem Symbol des doppelten Blitzes beeinflusst, das zur Warnung vor einer gefährlichen Hochspannung verwendet wird und dem von Heck entworfenen Symbol ähnelt. Für seine Arbeit erhielt er 2,50 Reichsmark.

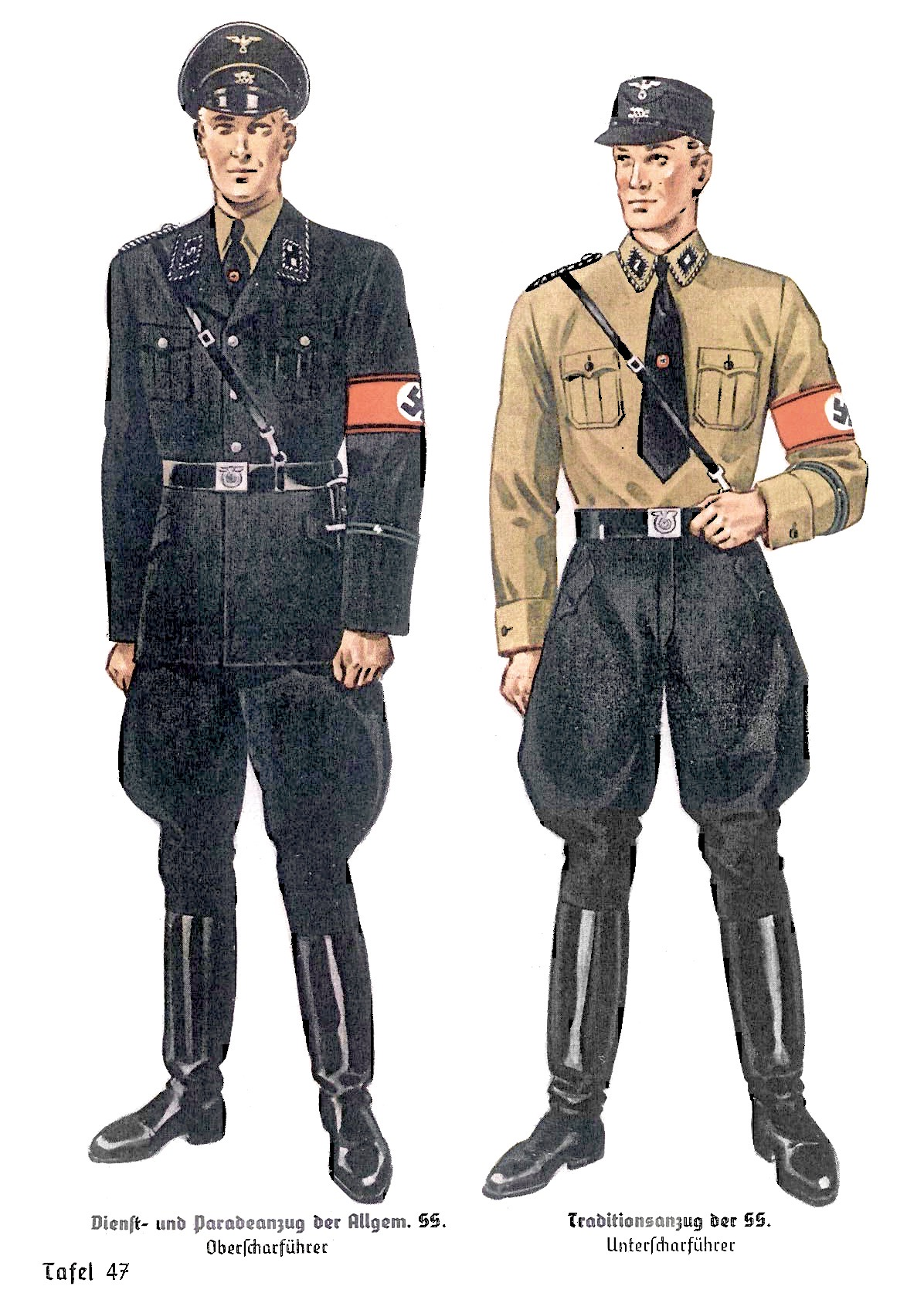
Der schwarze SS-Dienst- und Paradeanzug (links) sowie der vorhergehende sogenannte Traditionsanzug.

1932 entwarf er zusammen mit Karl Diebitsch die ganz schwarze SS-Uniform, nicht, wie oft behauptet wird, Hugo Ferdinand Boss, obwohl dessen gleichnamige Firma, die Hugo Boss AG, sie herstellte.
Zum 24. Dezember 1932 wurde Heck zum SS-Untersturmführer und zum 9. November 1933 zum SS-Obersturmführer befördert. Während des Zweiten Weltkriegs wandte sich 1944 ein Offizierskollege in Hecks Namen an Heinrich Himmler und bat ihn um eine besondere Berücksichtigung Hecks, der für seine Entwürfe des SS-Symbols eine sehr geringe Vergütung erhalten habe, verarmt war und keine Urheberrechte an dem Entwurf besitze. Himmler antwortete Heck, dass er ihm nach Kriegsende ein Einfamilienhaus mit Garten schenken wolle, dass er aber erwarte, dass er bis dahin eine Familie gegründet und mindestens zwei Kinder habe.